# Nehenta Bay
Die Nehenta Bay (CVE-74) war ein Geleitflugzeugträger der United States Navy und gehörte zur Casablanca-Klasse. Der Träger war von Januar 1944 bis Mai 1946 im Einsatz bei der US-Marine.

## Geschichte
Die Kiellegung der Nehenta Bay erfolgte am 20. Juli 1943 bei den Kaiser Shipyards in Vancouver, Washington. Am 28. November 1943 lief das Schiff, getauft von Mrs. Robert H. Smith, vom Stapel. Ursprünglich sollte das Schiff als Khedive an die Royal Navy gehen, stattdessen erhielten die Briten die Cordova. Die Nehenta Bay wurde am 3. Januar 1944 von der US-Marine übernommen und am gleichen Tag in Astoria, Oregon,  unter dem Kommando Captain Horace A. Butterfield in Dienst gestellt.
Die erste Fahrt führte die Nehenta Bay am 6. Februar aus der Bucht von San Francisco nach Pearl Harbor, wo sie sechs Tage später eintraf. Sie transportierte Flugzeugbesatzungen und Ersatzflugzeuge. Mit einer Ladung beschädigter Flugzeuge traf sie am 21. Februar in San Diego ein. Nach einigen Manövern vor der US-Westküste lief der Träger am 18. März erneut nach Hawaii aus, wiederum beladen mit Flugzeugen und Ersatzteilen, die sie am 7. April im Majuro-Atoll an die dort ankernden Flugzeugträger auslieferte. Mit einer Ladung beschädigter Flugzeuge sowie Verwundeten aus Majuro und Pearl Harbor kehrte die Nehenta Bay am 27. April nach San Diego zurück.
Nach einigen Manövern vor der Küste Kaliforniens und vor Hawaii verließ die Nehenta Bay Pearl Harbor am 18. Juni, um die Schlacht um die Marianen-Inseln zu unterstützen. Ende des Monats traf sie in Eniwetok ein, wo sie der Task Force 51 zugeteilt wurde. Ihre Flugzeuge flogen während der Schlacht um Tinian U-Jagd-Patrouillen und griffen am 5. und 7. Juli japanische Stellungen auf der Insel an. Am 16. Juli lief die Nehenta Bay wieder in Eniwetok ein, wo Nachschub gebunkert wurde. Zusammen mit der Midway und zwölf Zerstörern lief sie dann ins Seegebiet um Guam und Saipan, wo U-Jagd- und Kampfpatrouillen durchgeführt wurden.
Die Nehenta Bay wurde im August 1944 den Nachschuberverbänden der 3. US-Flotte als Eskorte zugeteilt. Im Dezember 1944 musste sie sich durch den Taifun Cobra kämpfen, sie erlitt dabei leichte Schäden. Am 12. Januar 1945 schossen ihre Flugzeuge einen angreifenden japanischen Bomber ab. Am 19. Februar lief die Nehenta Bay wieder in San Diego ein, wo sie überholt wurde. Nach einigen Manövern vor Hawaii und Pilotenausbildung vor Guam traf sie am 9. Mai in Ulithi ein, wo sie der Flotte für den Angriff auf Okinawa zugeteilt wurde. Die Flugzeuge der Nehenta Bay sicherten während der Schlacht um Okinawa den Luftraum über der Flotte, unterstützten aber auch die angreifenden Bodentruppen. Am 7. Juni geriet ihr Verband in einen Kamikaze-Angriff, bei dem zwei Geleitträger versenkt wurden.
Von Ende Juni bis in den frühen August 1945 war die Nehenta Bay wieder als Eskorte der Nachschubeinheiten der 3. Flotte eingeteilt, zum Zeitpunkt der Kapitulation Japans war sie auf dem Weg zu den Aleuten. Ihre Task Force nahm am 31. August Kurs auf Japan. Am 24. September lief der Träger in Hawaii ein, wo sie für die Operation Magic Carpet vorbereitet wurde. Am 30. September verließ die Nehenta Bay Hawaii, um Truppen von den Marshallinseln an die US-Westküste zu bringen, wo sie Mitte Oktober in San Francisco eintraf. Eine weitere Magic-Carpet-Fahrt von den Philippinen endete am 27. November.
Die Nehenta Bay durchquerte zum Jahresende 1945 den Panamakanal und traf am 31. Januar 1946 in Boston ein, wo sie am 15. Mai 1946 außer Dienst gestellt und in Reserve eingemottet wurde. Am 12. Juni 1955 wurde sie in CVU–74 umklassifiziert, am 7. Mai 1959 zur AKV–24, bevor sie am 29. Juni 1960 an Coalmarket, Inc. zur Verschrottung verkauft wurde.
Die Nehenta Bay erhielt sieben Battle Stars für ihren Einsatz während des Zweiten Weltkriegs.